# Сакаева, Мастюра Фахрутдиновна
Мастюра Фахрутдиновна Сакаева (15 января 1916 года — 16 мая 2007 года) — заведующая почечным центром Башкирской республиканской клинической больницы имени Г. Г. Куватова. Герой Социалистического Труда. Заслуженный врач Башкирской АССР (1966).

## Биография
Мастюра Фахрутдиновна Сакаева родилась 15 января 1916 г. в д. Табанлы-Куль ныне (Буздяк) Буздякского района Республики Башкортостан. Мать Мастюры Сакаевой Хадича — из рода Кудашевых и Кудаяровых. Отец Фахретдин Сакаев тоже из знатной семьи. Они, как и другие односельчане, принадлежали к «лапотным дворянам».
Мастюра в семье была самой младшей из шести детей. Отец с матерью летом занимались земледелием, а зимой уезжали в Уфу, где нанимались в пекарню. Когда умер муж, женщине пришлось на свои плечи взвалить всю тяжесть жизни. Одна вырастила шестерых детей, поставила на ноги.
Стать врачом Мастюре посоветовал её брат. Мастюра согласилась и поступила в мединститут. На третьем курсе познакомилась с будущим супругом — Мубаряком Ильясовым. Семейная жизнь оказалась короткой. Мубаряка, как военного врача, отправили в Саратовскую медицинскую академию. В мае 1941 года родилась их дочь Роза. Все планы семьи оборвала начавшаяся Великая Отечественная война. Мужа забирают на фронт. В 1942 году Мастюра получает извещение о том, что госпиталь, в котором служил её муж, попал под бомбардировку, и лейтенант Ильясов пропал без вести.
В 1941 году окончила Башкирский медицинский институт.
Трудиться начала в 1941 г. врачом-ординатором в Уфимском эвакуационном госпитале № 1741. Начмедом в Уфимском эвакогоспитале был профессор Первого Московского медицинского института И. М. Эпштейн, который стал её наставником и привил ей увлеченность своей специальностью. Под руководством профессора из Средней Азии Леонида Крайзербурд Мастюра училась делать операции.
С 1947 г. работала врачом-урологом, заведующей урологическим отделением, заведующей почечным центром Башкирской республиканской клинической больницы имени Г. Г. Куватова.
Мастюра Фахрутдиновна внесла большой вклад в развитие урологической и нефрологической служб и создание почечного центра в Республиканской клинической больнице имени Г. Г. Куватова. В ноябре 1963 г. М. Ф. Сакаева организовала отделение «Искусственная почка». Под её руководством в 1965 г. впервые в нашей стране был проведен гемодиализ больному с острой почечной недостаточностью на почве геморрагической лихорадки с почечным синдромом. Занималась изучением клиники урологических болезней, совершенствованием методов их диагностики и лечения.
За большие заслуги в области охраны здоровья советского народа и внедрение новых методов лечения Указом Президиума Верховного Совета СССР от 4 февраля 1969 г. М. Ф. Сакаевой присвоено звание Героя Социалистического Труда.
До ухода на заслуженный отдых в 1990 г. работала врачом, консультантом почечного центра больницы имени Г. Г. Куватова. Занималась общественной работой: избиралась членом президиума совета ветеранов войны и труда Кировского района Уфы, консультировала в Башкирской республиканской организации женщин. Участвовала в работе крупных международных конференций в Москве: солидарности народов Азии и Африки (1970), солидарности женщин стран Азии и Африки (1976).
Заслуженный врач Башкирской АССР (1966).
Семья: дочь Роза, внучка Аида — стали также врачами.
Сакаева Мастюра Фахрутдиновна умерла 16 мая 2007 года в г. Уфе.

## Труды
Мастюра Фахрутдиновна — автор более 50 научных трудов. Её учениками являются врачи-урологи, нефрологи, хирурги, ученые, руководителей лечебно-профилактических учреждений республики Башкортостан.

## Награды
- Герой Социалистического Труда (1949)
- Награждена орденами Ленина (1969), «Знак Почета» (1961), медалями.

## Память
В целях увековечения памяти М. Ф. Сакаевой на здании почечного центра Республиканской клинической больницы имени Г. Г. Куватова установлена мемориальная доска.